# Parc national de Dzūkija
Le parc national de Dzūkija se situe en Lituanie en Dzūkija sur les bords du fleuve Niémen. Le parc est la plus grande zone protégée de Lituanie. Il a été créé en 1991 dans le but de préserver les forêts de pins (qui constituent 80 % du parc), les paysages et les villages de la région sur une surface de 58 519 ha.

## Description
Ses paysages les plus distinctifs sont les massifs de dunes continentales situés à Marcinkonys, Lynežeris, Grybaulia et Šunupis.
Le centre administratif se situe à Marcinkonys.
Le parc à thème Grūtas y est situé.

## Images

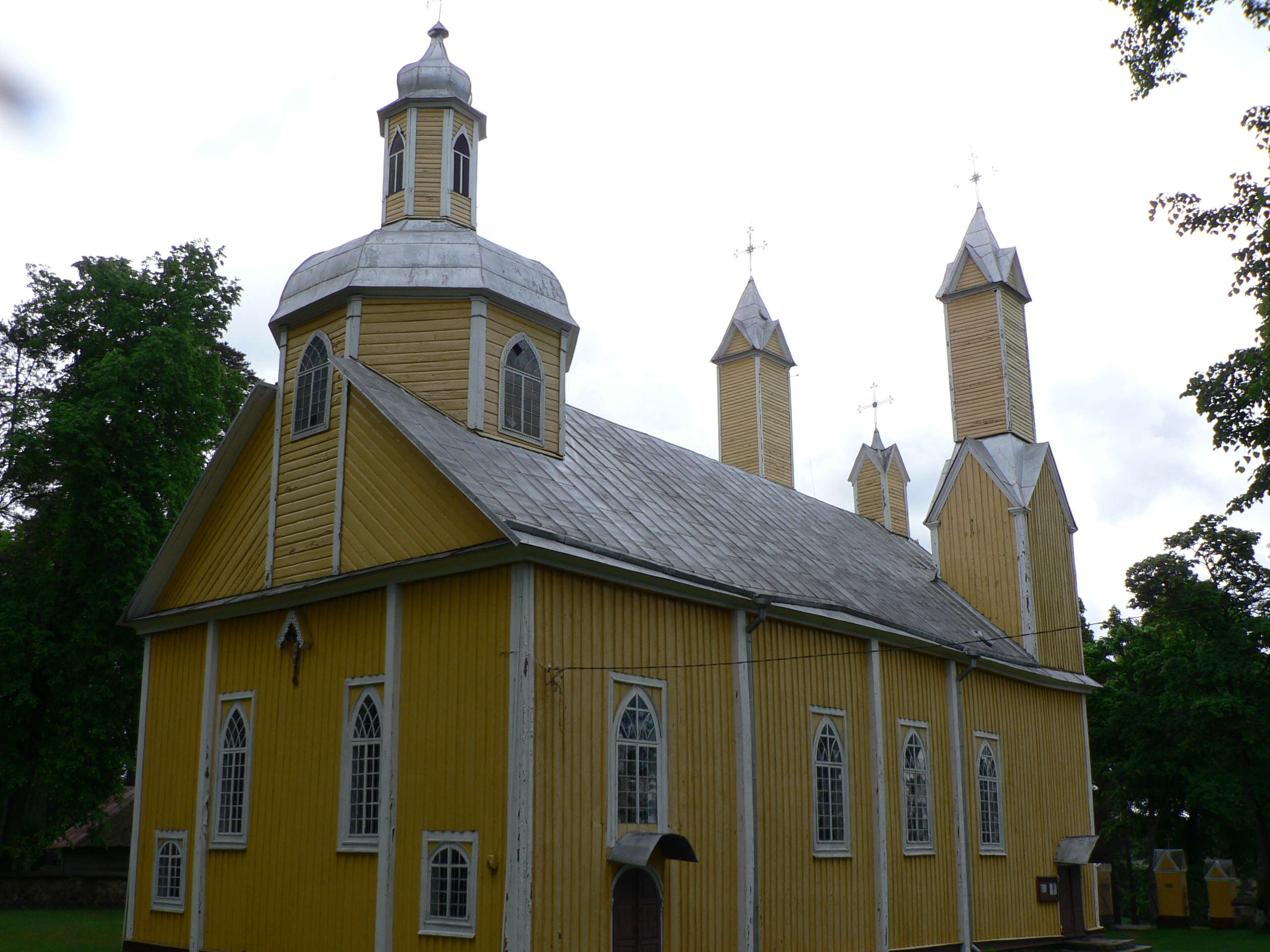
Église de Marcinkonys
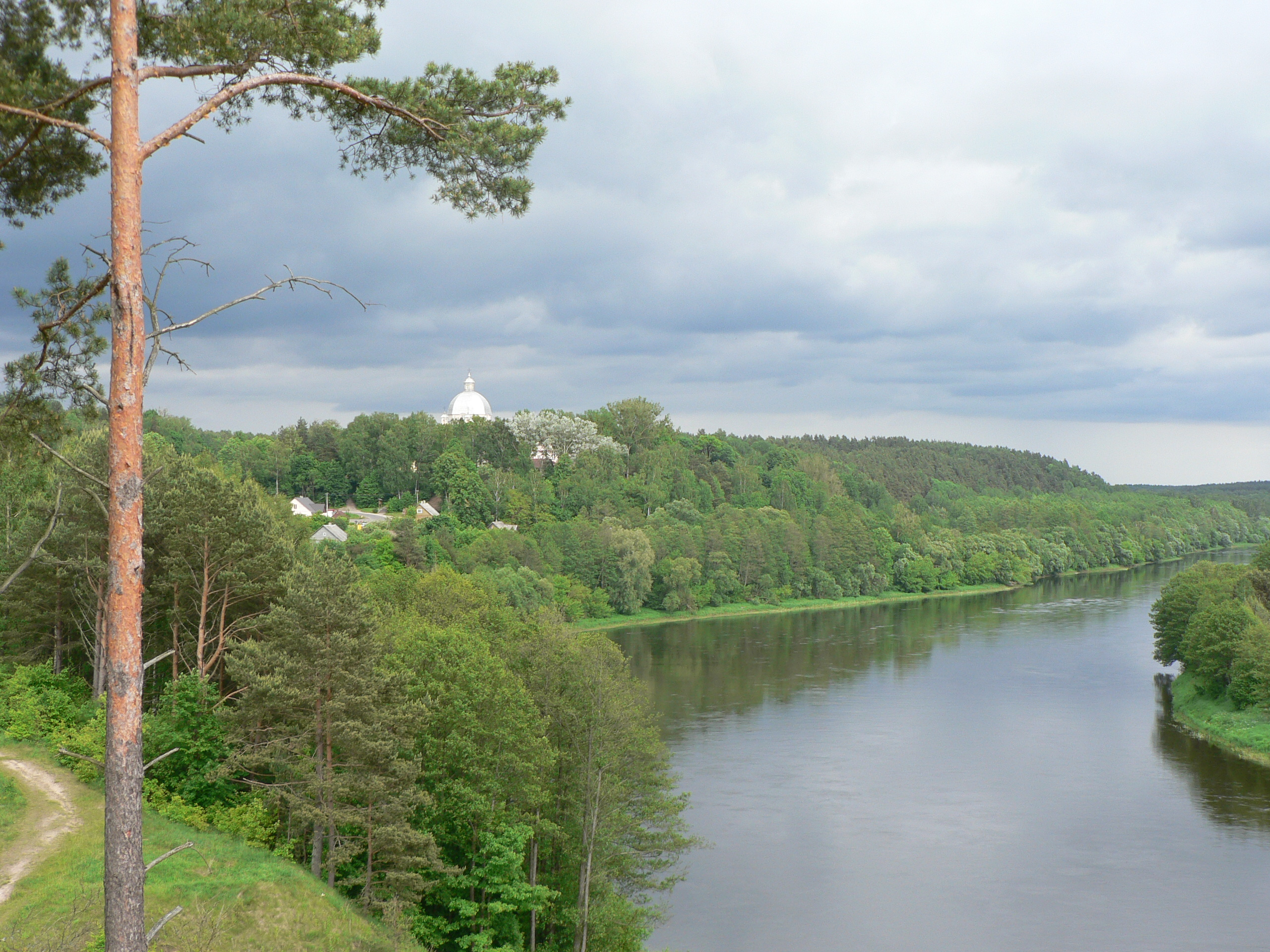
Le Niemen près de Liškiava
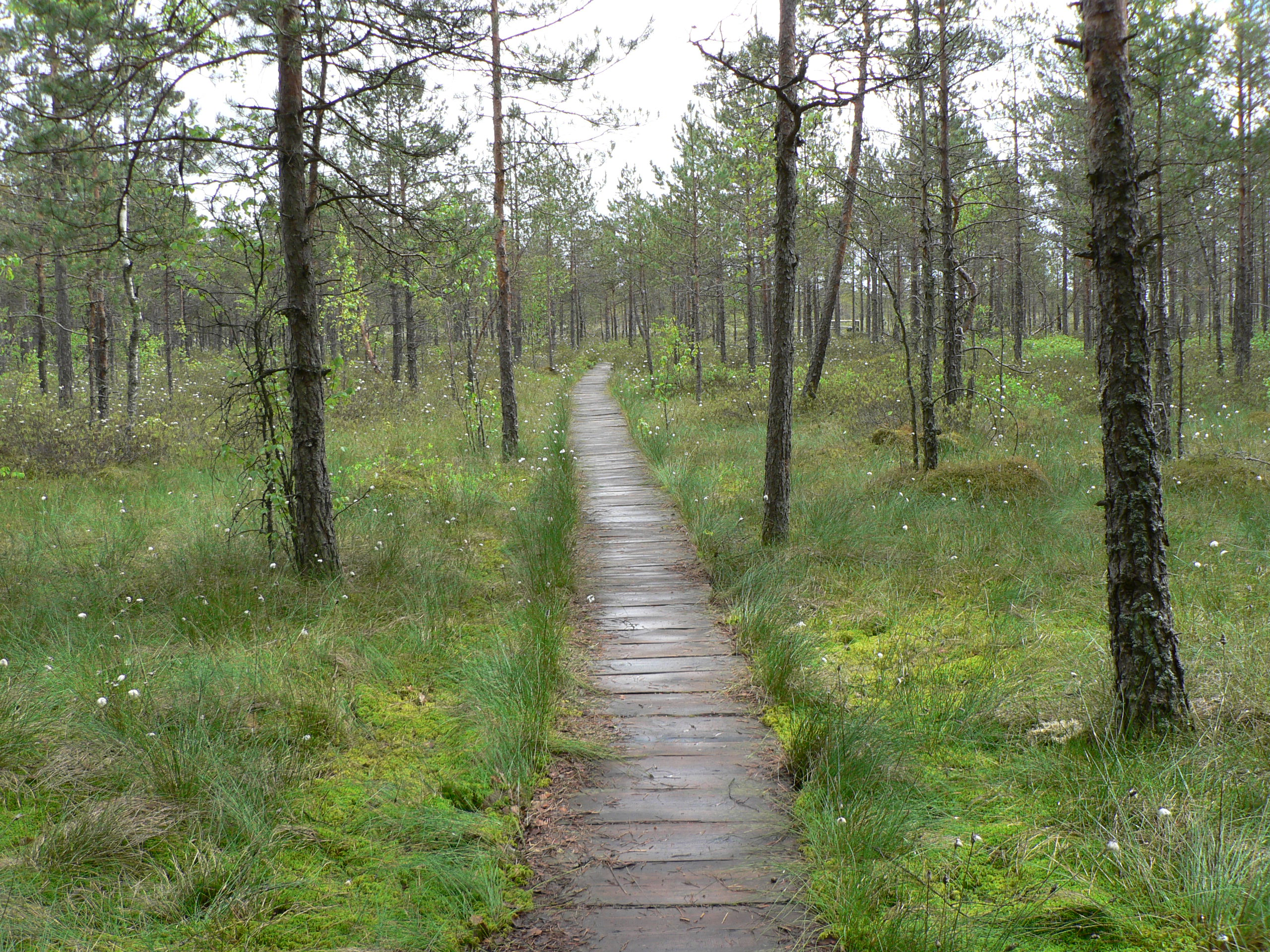
Marais de Čepkeliai